# 本番前@控室
『本番前@控室』（ほんばんまえ ひかえしつ）は、BS11で2011年4月5日から2013年3月29日まで毎週放送されていたトークバラエティ番組。全76回。

## 概要
毎回、本番前のテレビ局控え室という設定で吉田照美とゲスト2人（まれに3人）がフリートークを繰り広げる。
ゲストは通常中年以上の男性タレント。そのうち、蛭子能収は準レギュラー的立場であり、比較的出演回数が多い。
収録場所はBS11本社（神田駿河台・文化学院ビル）の和室の控室（洋室の場合もあり）が使われている。
オープニングは、吉田（と蛭子）がテレビ局入りして、出迎える"さいとうディレクター"と雑談をしながら楽屋に誘導されて、すでに楽屋入りしているゲストに面会するまでを追って撮影するパターンが多い。
本編はほとんどトークのみで進行。基本的に、吉田が中心となって話をとりとめなく進めていく。蛭子は聞き役に回り、あまり言葉は発しないため、吉田があと1名のゲストの話を引き出しながらトークを展開していくことが多い。テーブルにはお菓子や飲み物のほか、食事も置かれることがある。
エンディングは、ディレクターの「まもなく本番でーす」の呼び出しに3人が楽屋をぞろぞろ退出。当然ながら、その「本番」の番組は架空のため、収録することはない。ただし、その番組のタイトルがトークの話題になることもある。
2012年3月までは、1回で2週分を収録するため、同じ出演者で2週放送されていた。4月以降は本放送と再放送を2週ずつ続ける方式に変更している。

## 出演
- 吉田照美 - レギュラー（事実上の司会）
- 蛭子能収 - 準レギュラー

## スタッフ
- 企画：二木啓孝（BS11）
- カメラ：佐藤公一、鈴木善一、高梨正和、一村宣信、山下竜、大内創、佐伯慶、外山国義、一瀬貴康、柳姜容
- 音声：宮原友佳、佐藤友昭、高橋香織、渡辺潤
- 照明（特番のみ）：河原真一、宮坂斉志
- CA：成松林太郎、滝田康昭
- VTR編集：堀美樹子
- MA：芦浦宏樹
- CG：黒木政彦、篠崎真吾
- 車両（特番のみ）：櫻井秋彦
- スタイリスト：坂能翠（エムドルフィン・特番のみ）、杉本誠子
- メイク：岩出奈緒（特番のみ）、小野かおり
- 構成：川船修、荒川慎司（特番のみ）
- 制作デスク：久保田敏、高木久雄（特番は制作進行）、松岡信博（特番は制作進行）／武井里奈（BS11・特番のみ）
- AD：小川祐、伊藤芹香、堀智春、八木香澄、藤崎七実子、堀智春、藤崎七実子（BS11）、中川明香、古田勲、鈴谷彰堂、中山恵理（特番のみ）
- ディレクター：岡崎裕康、中村公彦、柿沼智史、坂下慎二
- チーフディレクター：山崎薫[9]
- プロデューサー：斉藤良（BS11）
- 特番時プロデューサー：佐藤敦子（報道）、三舟小文（報道）／鈴木博喜、太田勝士、西原慎太郎、白石真教、小林都仁
- チーフプロデューサー：磯ヶ谷好章（BS11）
- 制作協力：MIC、毎日映画社
- 制作著作：BS11

## 主題歌
オープニングテーマ
- 「レットキス」　※器楽曲

エンディグテーマ
- 林田健司 「Dream Rider」（2011年4月-6月）
- YK型 「Y」（2011年7月-2012年3月）
- Silent Siren 「All Right～“今”を駆ける～」（2012年4月-9月）
- 吉田照美 「あこがれ」（2012年10月-2013年3月）

## 特別番組

### 本番前@控室・総集編
- 放送日時：2012年1月1日 24:00 - 25:00
- 内容：これまでの放送の中から第11回、13回、26回、29回、31回の控室トークをダイジェストで紹介。控室に吉田照美が1人で出演。オープング、エンディングで進行を務めたほか、各回VTRの合間に登場して感想を語った。

### 本番前@ロケバス
- 放送日時：2012年12月1日 20:00 - 22:00
- 内容：BS11開局5周年特別番組。吉田と蛭子がロケバスを舞台にBS11の各番組出演者をゲストで迎え、トークで繰り広げる
- スタッフ：企画：二木啓孝（BS11）、協力：東都観光バス、東天紅 恵比寿ガーデプレイスタワー店、文化放送、構成：荒川慎司、制作進行：高木久雄、松岡信博、AD：鈴谷彰堂、中山恵里、ディレクター：山崎薫、岡崎裕康、柿沼智史、プロデューサー：報道/佐藤敦子[10]（BS11）、三舟小文（BS11）、制作：斉藤良、鈴木博喜、太田雅士、西原慎太郎、白石真教、小林都仁、チーフプロデューサー：磯ヶ谷好章、制作協力：MIC、毎日新聞社、制作著作：BS11

#### 出演
- 吉田照美
- 蛭子能収

ゲスト…「担当番組」
- 宮崎美子…『宮崎美子のすずらん本屋堂』 - MC
- 柳家喬太郎…『柳家喬太郎のようこそ芸賓館』 -MC
- 古家正亨…『韓ラブ』 - MC
- 谷桃子、岡村麻純…『BSイレブン競馬中継』 - アシスタント
- 石丸謙二郎…『とことん紀行』 - ナレーション

VTR出演
- はしのえみ…『QUEEN'S PAD -ステキな明日へのメッセージ-』 - MC
- 藤吉久美子…『日本ほのぼの散歩』 - 旅人